# غراتشقا (بابارشاني)
غراتشقا (بالفارسية: گراچقا) هي قرية تقع في إيران في قسم بابارشاني الريفي. يقدر عدد سكانها بـ 74 نسمة بحسب إحصاء 2016.